# Kuliczków
Kuliczków (ukr. Куличків) – wieś na Ukrainie, w rejonie czerwonogrodzkim obwodu lwowskiego. Liczy niecałe 600 mieszkańców.
Wieś starostwa grodowego bełskiego na początku XVIII wieku. W II Rzeczypospolitej do 1934 samodzielna gmina jednostkowa. Następnie należała do zbiorowej wiejskiej gminy Bełz w powiecie sokalskim w woj. lwowskim. Była to wieś śródleśna, położona na samym południu gminy, z dala od pozostałych miejscowości. Położenie wsi na prawym brzegu Sołokii sprawiło, że po wojnie została ona przyłączona do Związku Radzieckiego.